# Elecciones municipales de 2019 en Serranillos del Valle
Las elecciones municipales de 2019 se celebraron en Serranillos del Valle el domingo 26 de mayo, de acuerdo con el Real Decreto de convocatoria de elecciones locales en España dispuesto el 1 de abril de 2019 y publicado en el Boletín Oficial del Estado el día 2 de abril. Se eligieron los 11 concejales del pleno del Ayuntamiento de Serranillos del Valle, a través de un sistema proporcional (método d'Hondt), con listas cerradas y un umbral electoral del 5 %.

## Candidaturas
En abril de 2019 se publicaron 6 candidaturas, la coalición de izquierdas Sí Serranillos con Juan Carlos García García a la cabeza; el PP con José María Fernández Fernández a la cabeza; el partido de ámbito local y totalmente independiente con tendencia estrictamente centrista, Transparencia Democracia Serranillos con Iván Fernández Heras a la cabeza; el PSOE con Pedro López Chamorro a la cabeza; Ciudadanos con Francisco Javier Barrios Pérez a la cabeza y Vox con Guillermo Castaño Matas a la cabeza.

## Resultados
Tras las elecciones, el partido de ámbito local Transparencia Democracia Serranillos ganó con 5 escaños, dos más que en la anterior legislatura; el Partido Popular perdió uno de los escaños de la anterior legislatura, consiguiendo 4 de los 11 del consistorio; el Partido Socialista Obrero Español se mantuvo con 1 escaño; y por su parte Vox consiguió entrar por primera vez al consistorio con un escaño..
| Candidatura                              | Candidatura                              | Votos | %                                       | Escaños                                 |
| ---------------------------------------- | ---------------------------------------- | ----- | --------------------------------------- | --------------------------------------- |
|                                          | Transparencia Democracia Serranillos     | 907   | 30,97                                   | 5                                       |
|                                          | Partido Popular (PP)                     | 405   | 23,01                                   | 4                                       |
|                                          | Vox                                      | 214   | 12,16                                   | 1                                       |
|                                          | Partido Socialista Obrero Español (PSOE) | 176   | 10,00                                   | 1                                       |
|                                          |                                          |       |                                         |                                         |
| Ciudadanos-Partido de la Ciudadanía (Cs) | Ciudadanos-Partido de la Ciudadanía (Cs) | 129   | 5,68                                    | 0                                       |
| Serranillos Independientes, Sí           | Serranillos Independientes, Sí           | 20    | 3,30                                    | 0                                       |
| Votos en blanco                          | Votos en blanco                          | 18    | 0,79                                    | n/a                                     |
| Votos válidos                            | Votos válidos                            | 2.254 | 100,00                                  | 11                                      |
| Votos nulos                              | Votos nulos                              | 13    | Participación: · \| \| 72,86 % \| 1,71% | Participación: · \| \| 72,86 % \| 1,71% |
| Votantes                                 | Votantes                                 | 2.285 | Participación: · \| \| 72,86 % \| 1,71% | Participación: · \| \| 72,86 % \| 1,71% |
| Electores                                | Electores                                | 3.136 | Participación: · \| \| 72,86 % \| 1,71% | Participación: · \| \| 72,86 % \| 1,71% |
|                                          | 72,86 %                                  |       |                                         |                                         |

## Concejales electos
| N.º | Nombre                         | Lista | Lista |
| --- | ------------------------------ | ----- | ----- |
| 1   | Iván Fernández Heras           |       | TDS   |
| 2   | José María Fernández Fernández |       | PP    |
| 3   | Rubén Fernández Díaz           |       | TDS   |
| 4   | Cristina de la Chica Ortega    |       | PP    |
| 5   | Diego Amores Muñoz             |       | TDS   |
| 6   | Guillermo Castaño Matas        |       | Vox   |
| 7   | María Ángeles Calero Torres    |       | PP    |
| 8   | Nuria Tigre Moreno             |       | TDS   |
| 9   | Pedro López Chamorro           |       | PSOE  |
| 10  | Mónica Barquilla Martín        |       | TDS   |
| 11  | Ángel Calvo Ballesteros        |       | PP    |